# Taka płyta...
Taka płyta... – trzeci album warszawskiego składu Molesta Ewenement. Członkowie składu wydali go we własnej wytwórni, pozostającej pod opieką Pomaton EMI.
Nagrania dotarły do 12. miejsca listy OLiS. Album uzyskał nominację do nagrody polskiego przemysłu fonograficznego Fryderyka w kategorii "najlepszy album hip-hop". Pochodząca z płyty piosenka pt. "Wszystko co najlepsze" została wykorzystana w 2002 roku filmie fabularnym Jak to się robi z dziewczynami.

## Lista utworów
1. "To my, niechciani" - 4:27
2. "Czego chcesz?" - 5:12
3. "Zrozum to" - 4:30[A]
4. "Zawsze coś za coś" - 6:00
5. "Muszę przetrwać" - 4:53
6. "Niespełnione ambicje" - 3:32
7. "Muzyka miasta" - 3:38
8. "Jestem jak" - 3:59
9. "Nic nowego" - 4:33
10. "Wszystko co najlepsze" - 5:41
11. "Takie życie, ziomek" - 5:04
12. "Dobrze będzie, dzieciak" - 5:42

Notatki
- A^ W utworze wykorzystano sample z piosenki "What’s Happenin', Baby?" w wykonaniu The Stylistics[6].